# Cándido Bareiro
Cándido Pastor Bareiro Caballero (Luque, 27 de octubre de 1834-Asunción, 4 de septiembre de 1880) fue un político y diplomático paraguayo que fungió como el  8.º presidente de Paraguay desde el 25 de noviembre de 1878 hasta el 4 de septiembre de 1880, fecha en que falleció.

## Biografía
Cándido Bareiro fue un diplomático de prolongada carrera y gran experiencia. Hijo de Luis Bareiro Montiel y Felipa Dolores Caballero Mayor, era nieto del célebre prócer de la independencia paraguaya, Pedro Juan Caballero. Fue alumno del colegio administrado por el maestro argentino Juan Pedro Escalada.
El escritor uruguayo José Sienra Carranza, que lo conoció en el inicio de la posguerra, dijo de Bareiro:

«... que está dotado de claro talento, de una ilustración nada vulgar, de un exterior sencillo y simpático»
José Sienra Carranza

Más tarde, el periódico La Libertad de Buenos Aires, en 1877 lo consideró de notable familia, que cuidó con esmero su educación enviándole a Londres, donde terminó sus estudios. Integró el primer ilustre grupo de alumnos becados con destino a Europa, que partió a bordo del Río Blanco, el 2 de junio de 1858.  
Regresó al país a mediados del mes de diciembre de 1863 y recibió una gratificación de 200 pesos. No existen datos acerca de la culminación de alguna carrera universitaria. Pero existe un dato curioso, Bareiro figura en una lista de los principales vendedores de yerba al fisco en lo que va del año 1853 a 1865. En mayo de 1865 fue condecorado con la Orden Nacional del Mérito, además, de un decreto que comprendía también a José Falcón, Gumersindo Benítez, Carlos Riveros y Andrés Gill. También ingresa en la logia masónica Fe, instalada en Asunción el 28 de junio de 1869. Participó de las guerras civiles de 1873 y 1874.
Falleció, a causa de una corta enfermedad, en la ciudad de Asunción cuando estaba entrando a la mitad de su mandato como presidente de Paraguay, el 4 de septiembre del año 1880. El vicepresidente, Adolfo Saguier, no pudo sucederle, porque se lo impidió tras un golpe de Estado encabezado por el general Bernardino Caballero y el ministro del Interior asumió el mando esa misma fecha. Fue contemporáneo de José del Rosario Miranda y Gregorio Benítez.

## Trayectoria Política
El 21 de marzo de 1864 el gobierno procedió al nombramiento de Cándido Bareiro como ministro, encargado de negocios de la Legación acreditada en Londres y París. A partir de marzo de 1864 hasta octubre del año siguiente tuvo que desempeñar dificultosas tareas que tenían estrecha relación con la marcha de la guerra. 
Cándido Bareiro era un antiguo diplomático del gobierno lopizta, fue un importante líder político de la posguerra. Fue ministro ante Inglaterra y Francia. Fundó el Club Unión de Asunción, más tarde llamado Club Unión del Pueblo, antecesor del Partido Colorado, y fue líder de “bareirismo”, participando en las guerras civiles de 1873 y 1874.  
El 21 de marzo se 1864 fue nombrado encargado de negocios de la Legación acreditada ante París y Londres. El 30 de junio de 1869 fue candidato convencional constituyente por el club del Pueblo, pero para su mala suerte no alcanzó los votos suficientes para su consagración. El 22 de agosto fue designado juez de comercio, al mismo tiempo fue sindicado como uno de los propietarios del prestigioso periódico La Voz del Pueblo, que era dirigido por el médico del cuerpo de sanidad militar argentino, el doctor Miguel Gallegos. 
Su actuación se volvió aún más intensa a partir de mayo de 1870. Fue secretario de gobierno en la gobierno de Rivarola, participó de la revolución de Tacuaral y fue destituido. Estuvo en la sublevación de Paraguarí y en febrero de 1874, también, en la triunfante de Campo Grande. Siendo canciller durante el gobierno de Jovellanos, fue a Europa a enmendar el problema de los empréstitos. Fue ministro de Hacienda en el gabinete de Uriarte después del 4 de abril de 1877. 

### Gobierno
Fue Presidente de la República de Paraguay entre el 25 de noviembre de 1878 y el 4 de septiembre de 1880. Le secundó en la vicepresidencia, Adolfo Saguier. Su gabinete ministerial lo constituyó con los siguientes ministros: 
- Juan Antonio Jara en Hacienda.
- Bernardino Caballero en Interior.
- José Segundo Decoud y José Antonio Bazarás en Justicia, Culto e Instrucción Pública.
- Patricio Escobar y Pedro Duarte en Guerra y Marina.
- Benjamín Aceval y José Segundo Decoud en Relaciones Exteriores.

Durante su gobierno, el Paraguay tomó posesión del territorio del Chaco otorgado por el veredicto arbitral del presidente estadounidense Rutherford Hayes (Laudo Hayes); se procedió a la refección del Palacio de López, se fundó nuevas colonias y se hizo posible la llegada de 1723 inmigrantes al país. Pedro Juan Aponte fue designado obispo del Paraguay y se adoptó el Código Penal argentino. Se firmó, además, el tratado Decoud-Quijarro, con Bolivia, pero no fue ratificado, Argentina entregó al Paraguay el territorio de la Villa Occidental, actual Villa Hayes, se instaló la primera fábrica de hielo del país, se produjo además, el conflicto entre los poderes legislativo y judicial, por el ejercicio de la procuración por parte de sus miembros. El 1 de abril de 1880 Cándido Bareiro leyó su único mensaje como presidente, en tanto que se discutió en el Senado los proyectos financieros del ejecutivo y se autorizó el funcionamiento de una lotería de beneficencia.

## Actos polémicos
A principios del año 1867 el mariscal López pensó recomendar a Bareiro la misión de transportarse hasta los Estados Unidos para agradecer a sus autoridades una brindada participación. Lamentablemente ciertas diligencias no fueron cumplidas al pie de la letra por Bareiro. El mariscal había pasado por alto un primer acto de desobediencia por su parte, pero ocurrieron otros hechos que carecían de responsabilidad. López ordenó que se delegue a Benítez al Perú y así expresar la declaración de repudio por parte del gobierno hacia al tratado de la Triple Alianza. Bareiro no enfocó correctamente la indicación y de manera despreocupada se contentó con enviar una carta, con fecha 14 de diciembre de 1866.[cita requerida]
Se dice que uno de los errores de López fue escoger como Encargado de Negocios del Paraguay en Europa a Bareiro. Algunos acusan a este de la derrota del Paraguay en la guerra, ya que tenía como misión viajar a Europa a comprar armamento, pero los mismos se perdieron a causa de su incompetencia. Todo esto no tenía justificación alguna, así que el 20 de enero de 1868, Bareiro fue obligado a entregar su cargo.[cita requerida]

## Premios
- 1865 - Condecoración con la Orden Nacional del Mérito.

- Datos: Q730957
- Multimedia: Cándido Bareiro / Q730957